# Harry Powers
Harry F. Powers (ur. jako Harm Drenth 17 listopada 1893, zm. 18 marca 1932) – amerykański seryjny morderca, urodzony w Holandii. Został stracony przez powieszenie w Moundsville w Wirginii Zachodniej, za zamordowanie 5 osób.
Powers wabił swoje ofiary za pośrednictwem ogłoszeń „samotnych serc” udając, że poszukuje miłości. W rzeczywistości mordował kobiety, by okraść je z pieniędzy. Powieść Davisa Grubba z 1953 roku, Noc Myśliwego, oraz jej filmowa adaptacja z 1955 zostały oparte na tych zbrodniach. Powieść autorstwa Jayne Anne Phillips z 2013, Quiet Dell, również jest inspirowana tematyką zbrodni popełnionych przez Powersa.

## Życiorys
Harm Drenth urodził się w 1893 roku w Beercie, w Holandii. Razem z rodziną wyemigrował do Stanów Zjednoczonych w 1910, najpierw zamieszkując Cedar Rapids w stanie Iowa, a następnie przeprowadzając się do Wirginii Zachodniej w 1926.
W 1927 poślubił Luellę Strother, właścicielkę farmy oraz sklepu spożywczego, po tym jak odpowiedział na jej ogłoszenie „samotnych serc.” Pomimo małżeństwa, Powers nie przestał zamieszczać swoich ogłoszeń; odpowiadało na nie wiele kobiet. Dokumentacja pocztowa wskazuje, że Powers otrzymywał w odpowiedzi od 10 do 20 listów dziennie. Powers zbudował garaż i piwnicę w swoim domu w Quiet Dell; garaż okazał się miejscem morderstw, za które został skazany.
Po jego aresztowaniu w 1931 roku, dochodzenie policyjne z wykorzystaniem odcisków linii papilarnych oraz fotografii wykazało, że Powers (pod nazwiskiem Harm Drenth) w latach 1921–1922 odbywał w więzieniu w hrabstwie Barron w stanie Wisconsin karę za kradzież z włamaniem. Był też podejrzany o udział w zniknięciu Dudleya C. Wade’a w 1928 roku, ale nie został skazany. Wade był sprzedawcą szczotek do dywanów, z którym mężczyzna pracował w przeszłości. Powers był również podejrzanym w niewyjaśnionej sprawie morderstwa kobiety o niezidentyfikowanej tożsamości w Morris, w stanie Illinois.

## Morderstwa
Pod pseudonimem „Cornelius O. Pierson”, Powers zaczął pisać listy do Asty Eicher, owdowiałej matki trójki dzieci mieszkającej w Park Ridge w stanie Illinois. Powers postanowił odwiedzić Eicher i jej dzieci – Gretę, Harryego i Annabel 23 czerwca 1931 roku, wkrótce później wyjechał z Eicher na kilka dni. Dziećmi zajmowała się Elizabeth Abernathy do czasu, gdy otrzymała list w którym „Pierson” oznajmił, że zabierze je do siebie i ich matki.
Po przybyciu do Park Ridge, mężczyzna wysłał jedno z dzieci do banku aby pobrało pieniądze z konta Eicher. Ponieważ podpis na czeku był podrobiony dziecko wróciło z pustymi rękoma. Po tym incydencie Powers bezzwłocznie wyjechał zabierając ze sobą dzieci. Poinformował zaniepokojonych ich nagłym zniknięciem sąsiadów, że wybierają się na wycieczkę do Europy.
Jakiś czas później Powers rozpoczął starania o względy Dorothy Pressler Lemke pochodzącej z Northborough w stanie Massachusetts, która również szukała miłości za pośrednictwem ogłoszeń dla samotnych serc. Zabrał ją do stanu Iowa, gdzie miał się z nią ożenić. Tam namówił ją do pobrania 4000 dolarów ze swojego konta bankowego. Lemke nie zauważyła, że Powers zamiast wysłać jej bagaże do Iowy, gdzie utrzymywał, że mieszka, odesłał je na adres „Corneliusa O. Piersona”, mieszkającego w Fairmont w Wirginii Zachodniej. Asta Eicher, jej dzieci i Dorothy Lemke zniknęły bez śladu.
W sierpniu 1931 roku, policja rozpoczęła śledztwo w sprawie zniknięcia Asty Eicher i jej dzieci. Śledztwo rozpoczęto od „Piersona”, którego nakryto w trakcie rabunku kosztowności z domu Eicher. Funkcjonariusze znaleźli listy miłosne, które zaprowadziły ich do miejscowości Quiet Dell, gdzie „Pierson” pod nazwiskiem Harry Powers mieszkał ze swoją żoną. Powersa aresztowano, a w jego domu w Quiet Dell dokonano rewizji.
Ślady zbrodni znajdowały się w czterech pomieszczeniach leżących pod garażem Piersona. Na miejscu znaleziono zakrwawione ubrania, włosy, spaloną książeczkę bankową i krwawe ślady dziecięcych stóp. Mieszkańcy miasta przybyli na miejsce aby przyjrzeć się odkryciom policji. Policja odkopała świeżo zasypany rów znaleziony na posesji Powersa i odnalazła w nim zwłoki Asty Eicher, jej dzieci i Dorothy Lemke. Materiał dowodowy oraz sekcja zwłok wykazały, że dziewczynki razem z matką zostały uduszone, a chłopiec zginął na skutek obrażeń głowy zadanych młotkiem. Nie udało się ustalić dokładnej daty śmierci ofiar.
Wokół szyi Lemke owinięty był pasek, którym została uduszona. W bagażniku samochodu Powersa znaleziono listy miłosne. Mężczyzna korespondował z wieloma kobietami by je okraść i zamordować tak jak swoje ostatnie ofiary.

## Proces sądowy i kara śmierci
20 września 1931 roku, grupa osób podjęła próbę uwolnienia Powersa z więzienia, w celu dokonania samosądu. Tłum został rozproszony przy pomocy gazu łzawiącego i wężów strażackich. Powers został wtedy przeniesiony do Zakładu Penitencjarnego Zachodniej Wirginii w Moundsville.
Proces sądowy Powersa trwał pięć dni. Odbywał się w lokalnym budynku opery ze względu na dużą liczbę obserwatorów. Liczni świadkowie przedstawili zeznania dotyczące dowodów znalezionych w domu Powersa. Potwierdzili oni, że oskarżony przebywał z ofiarami oraz odbierał ich bagaże itd. Powers zeznawał we własnym imieniu. 12 grudnia 1931 roku, został skazany na karę śmierci, którą wykonano przez powieszenie, dnia 18 marca 1932.

## Ofiary
| Lp. | Ofiara         | Wiek   | Data          |
| --- | -------------- | ------ | ------------- |
| 1.  | Annabel Eicher | 9 lat  | Czerwiec 1931 |
| 2.  | Asta Eicher    | 50 lat | Czerwiec 1931 |
| 3.  | Greta Eicher   | 14 lat | Czerwiec 1931 |
| 4.  | Harry Eicher   | 12 lat | Czerwiec 1931 |
| 5.  | Dorothy Lemke  | 50 lat | Sierpień 1931 |